# ONUC

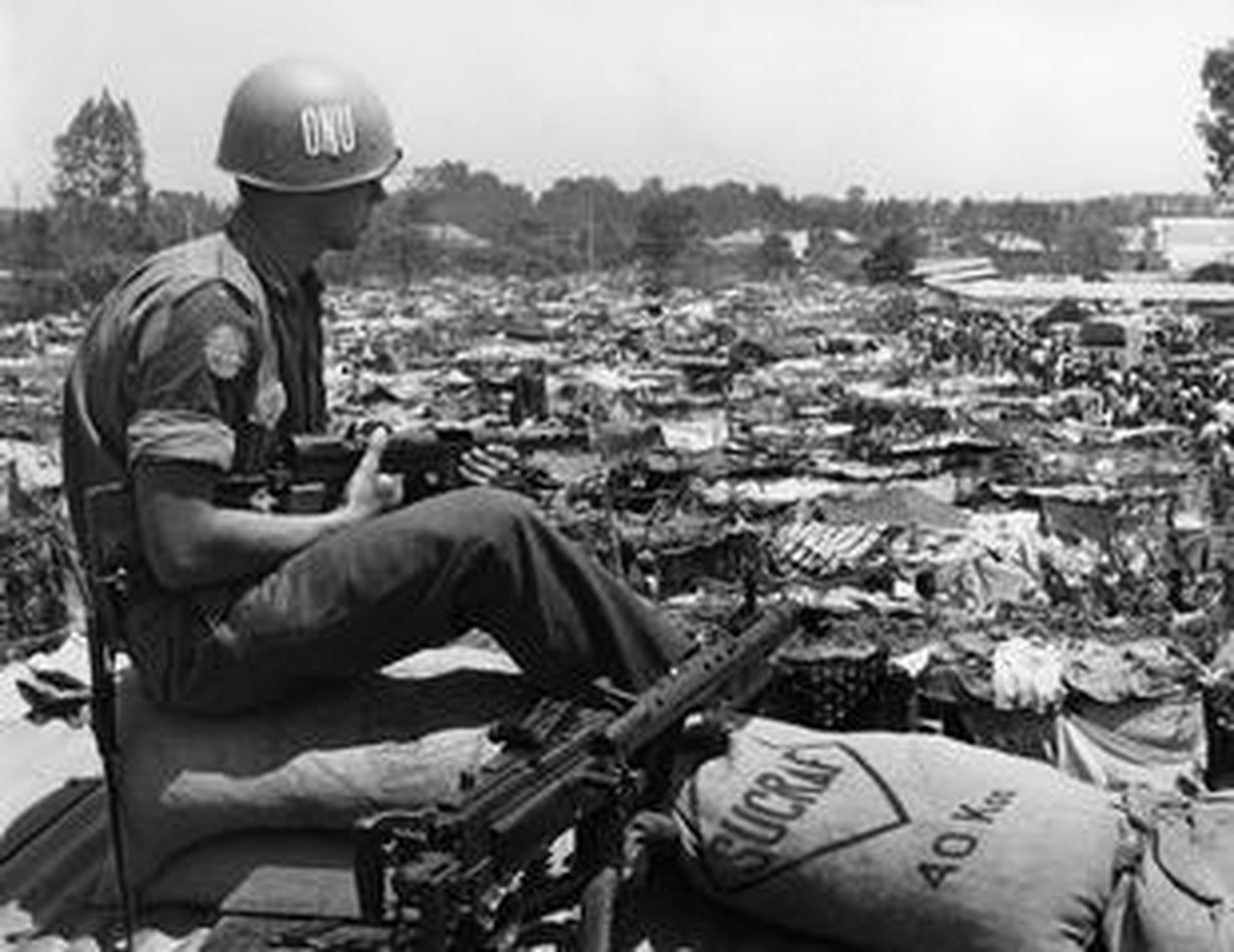
Zweedse ONUC-vredessoldaat in Congo

De Operatie van de Verenigde Naties in Congo (Frans: Opération des Nations Unies au Congo) ook bekend als ONUC was een vredesoperatie van de Verenigde Naties die in 1960 werd ingezet in de Republiek Congo als reactie op de Congocrisis. Het was de eerste VN-missie met aanzienlijke militaire capaciteit en blijft een van de grootste en meest uitgebreide operaties van de VN.
De onafhankelijkheid van Congo van België op 30 juni 1960 veroorzaakte chaos en wanorde, wat resulteerde in een snelle terugkeer van Belgische troepen om de orde te herstellen en hun onderdanen te beschermen. Op 14 juli 1960 keurde de VN-Veiligheidsraad Resolutie 143 (S/4387) goed, waarin België werd opgeroepen zijn troepen terug te trekken en de secretaris-generaal van de VN werd gemachtigd om militaire hulp te bieden aan de Congolese regering. De eerste VN-troepen, voornamelijk uit Afrikaanse en Aziatische landen, arriveerden de volgende dag in Congo.
Naarmate de situatie verslechterde, met onder meer opstanden in Katanga, de moord op premier Patrice Lumumba en de ineenstorting van de centrale regering, breidde het mandaat van ONUC zich geleidelijk uit. Het omvatte het beschermen van de territoriale integriteit en politieke onafhankelijkheid van Congo, het voorkomen van een dreigende burgeroorlog en het verwijderen van alle ongeautoriseerde buitenlandse gewapende troepen.

Op het hoogtepunt bestond de VN-troepenmacht uit bijna 20.000 militairen uit meer dan twee dozijn landen, met voornamelijk leiderschap van India, Ierland en Zweden. Tussen september 1961 en december 1962 maakte ONUC de overgang van vredeshandhaving naar militaire actie en was betrokken bij verschillende confrontaties en offensieven tegen separatistische en huurlingengroepen. Na de herintegratie van Katanga in februari 1963 werd ONUC geleidelijk afgebouwd, terwijl de civiele hulp toenam, wat de grootste hulpinspanning van de VN tot dan toe werd. Op 30 juni 1964 werden alle VN-personeel volledig teruggetrokken uit Congo.

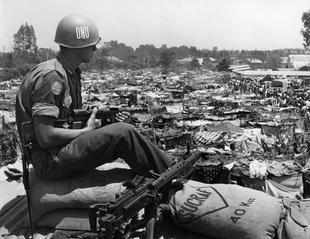
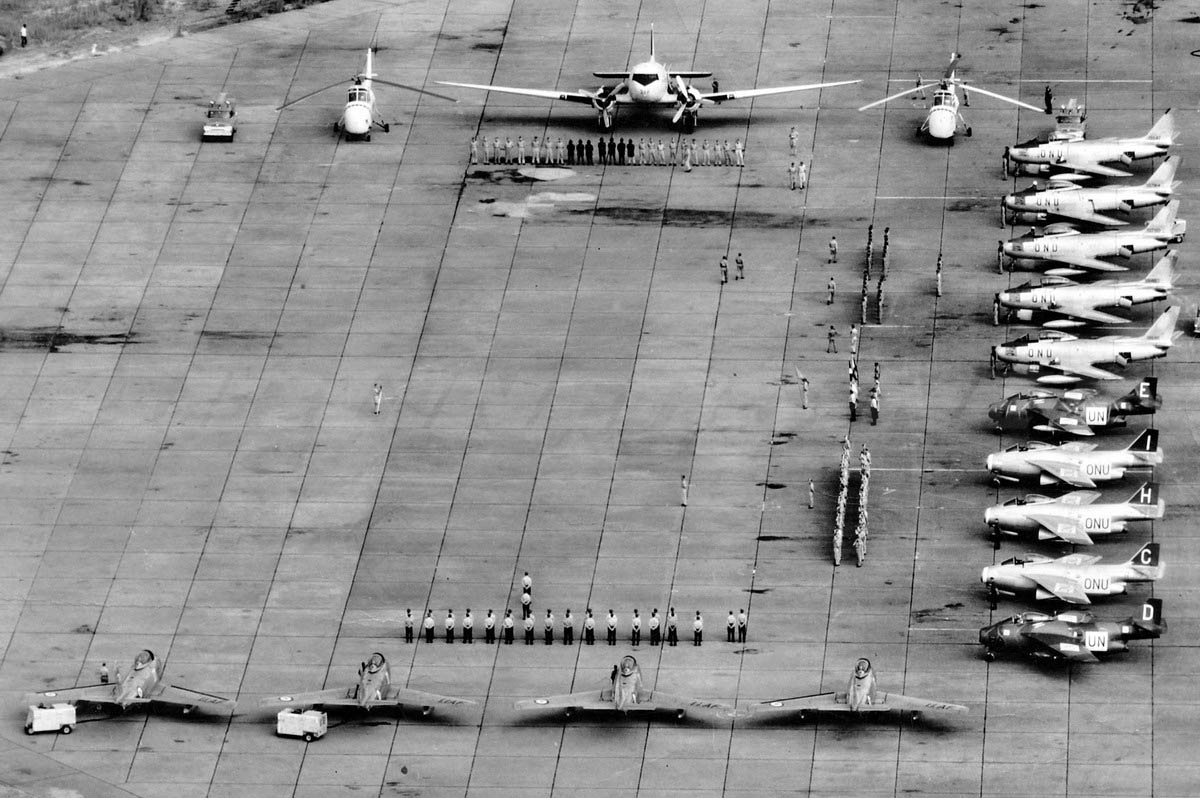
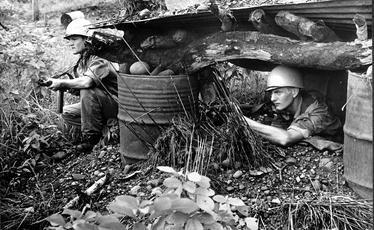
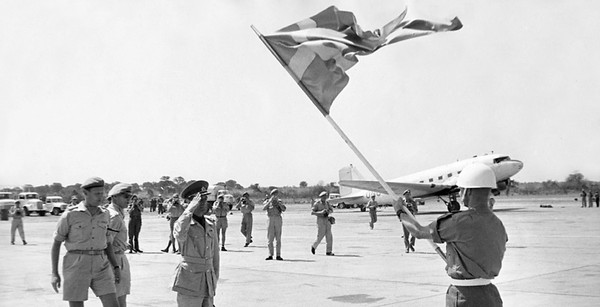

Afscheidingscrisis:
Katanga · Zuid-Kasaï · Invasie van Zuid-Kasaï
Belangrijkste operaties/gevechten: Force Publique-muiterijen · Congo-Stanleystad · ONUC · Operatie Rum Punch · Niemba hinderlaag · Slag om Kabalo · Slag bij Jadotstad · Operatie Unokat · Aanval op Kamp Massart · Operatie Grandslam · Kindu Bloedbad · Incident bij Port Francqui · Kanyarwanda-oorlog · Kwilu-opstand · Simba-opstand · Operaties Rode en Zwarte Draak · Operatie White Giant · Operatie Violettes Imperiales · Operatie Zuid · Operatie Banzi
Andere belangrijke gebeurtenissen:
Ontbinding van de Lumumba-regering · Moord op Lumumba · Overlijden van Dag Hammarskjöld